# Die Revolte
Die Revolte ist ein deutsches Filmdrama in Schwarzweiß aus dem Jahr 1969 von dem Regisseur Reinhard Hauff. Das Drehbuch verfassten Peter Glotz, Volker Koch und der Regisseur. Die Hauptrollen sind mit Hans Brenner, Raimund Harmstorf, Katrin Schaake und Hanna Schygulla besetzt. Zum ersten Mal zu sehen war der Film am 21. Oktober 1969 im Programm der ARD.

## Handlung
Der 25-jährige Dieter Hartenstein ist eine gute Arbeitskraft als Sachbearbeiter bei einer großen Versicherung. Er selbst scheint darauf nicht viel Wert zu legen. So verkehrt er auch in seiner Freizeit vor allem mit Leuten, die mit der Firma und mit seinem Beruf nichts zu tun haben. Hartenstein ist sowohl unzufrieden mit dem täglichen Trott als auch mit seinen Aufgaben und seinen Pflichten, die im Grunde genommen für ihn keine sind. Eines Morgens bleibt er dem Arbeitsplatz einfach fern.
Hartenstein sucht einen Kumpel auf und lernt ein Mädchen kennen. Gemeinsam nehmen sie an politischen Aktionen teil, die sie mit engagierten politischen Gleichaltrigen zusammenführen. Mit dem neugewonnenen Freund verdient er sich etwas Geld als Vertreter. Aber er kommt in dieser Branche nicht an und steht immer zwischen den Fronten: Einerseits ist er unfähig, die eigene Situation zu analysieren und zu bestimmen, andererseits ist er abgeschnitten von denjenigen, die ihre Kritik wirksam formulieren. Er findet auch keinen Anschluss an die Rebellen. Er tappt im Dunkeln ohne Ziel und letzten Endes auch ohne Maß. Schließlich stiehlt Hartenstein ein Auto; aber ehe er über die Grenze ins Ausland flieht, erschießt er sich.

## Kritiken
Der Evangelische Film-Beobachter zieht folgendes Fazit: „Dieser Fernsehfilm bemüht sich nicht um eine abgerundete Story; er zeigt vielmehr Stationen, Ansätze, Versuche, Auswege, Versäumnisse. Er tut es ohne erhobenen Zeigefinger, und das macht ihn sympathisch. […] Wenn man sich mit Problemen der heutigen Jugend auseinandersetzen, sie verstehen oder zumindest ihre Probleme, ihre Protestaktionen kennen lernen will, sollte man diesen Fernsehfilm aufmerksam betrachten. Unlust und Enttäuschung ist oft das Problem dieser Jugend. Man sollte sie zur Kenntnis nehmen.“